# Grand Prix Raf Jonckheere
 (novembre 2023).
Le Grand Prix Raf Jonckheere est une course cycliste belge disputée autour de Westrozebeke, dans la commune de Staden (Flandre-Occidentale). 
Cette kermesse est à l'origine connue comme une simple épreuve locale. Elle rend désormais hommage (depuis quand ?) à l'ancien cycliste Raphael Jonckheere, mort en 1999, et qui a lui-même remporté la course en 1955.

## Palmarès

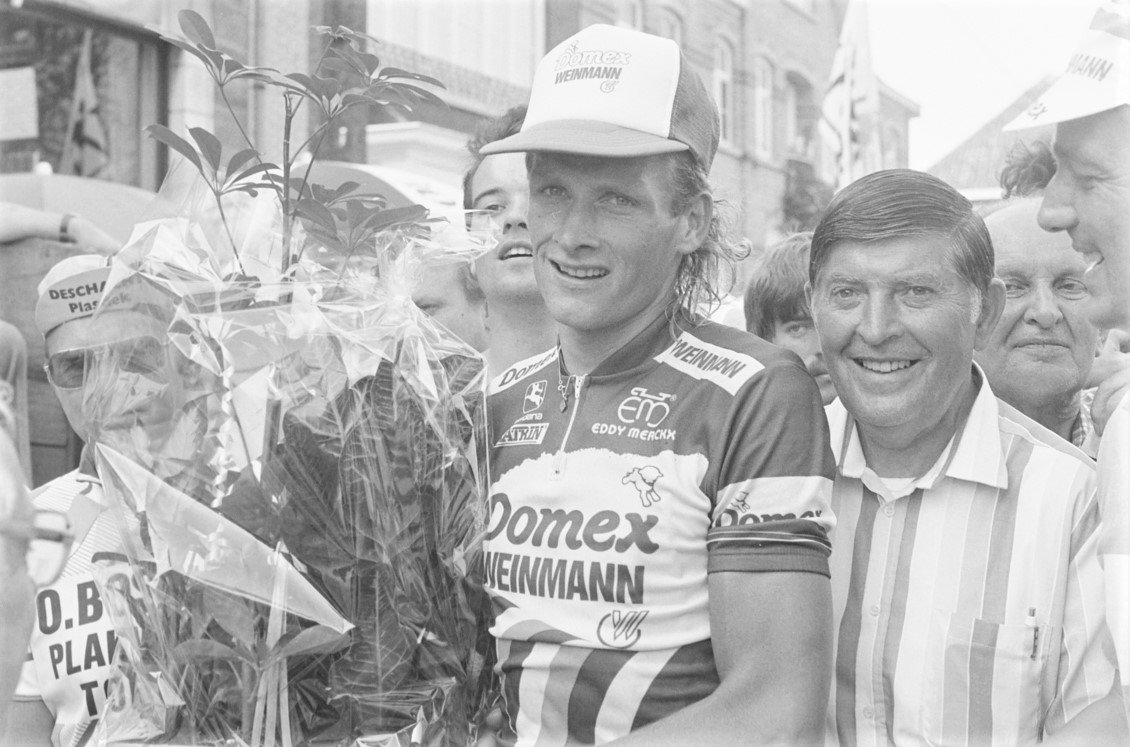
Adrie van der Poel après avoir remporté le Grand Prix Raf Jonckheere à Westrozebeke en 1989.

| Année | Vainqueur              | Deuxième               | Troisième                |
| ----- | ---------------------- | ---------------------- | ------------------------ |
| 1951  | Florent Rondelé        | Julien Van Dycke       | Arthur Mommerency        |
| 1952  | Florent Rondelé        | Arthur Mommerency      | Gabriel Sieuw            |
| 1953  | Arthur Mommerency      | Omer Van der Voorden   | Léopold Degraeveleyn     |
| 1954  | Omer Braeckeveldt      | Henri Denys            | Raphaël Jonckheere       |
| 1955  | Raphaël Jonckheere     | Edmond Van Heghe       | Roger Verbeke            |
| 1956  | Roger Devoldere        | Roger Rosselle         | René Janssens            |
| 1957  | Leon Van Daele         | Lucien Taillieu        | Roger De Corte           |
| 1958  | Richard Van Genechten  | Karel De Baere         | Emiel Van Cauter         |
| 1959  | Gilbert Desmet         | André Noyelle          | Henri Denys              |
| 1960  | Romain Van Wynsberghe  | Oswald Declercq        | Jozef Schils             |
| 1961  | André Noyelle          | Georges Decraeye (nl)  | Oswald Declercq          |
| 1962  | Joseph Depraeter       | André Noyelle          | Arnould Flecy            |
| 1963  | Georges Decraeye (nl)  | Willy Raes (nl)        | Arnould Flecy            |
| 1964  | Georges Vandenberghe   | Roger Baguet (nl)      | Marcel Ongenae           |
| 1965  | André Noyelle          | Georges Decraeye (nl)  | Leon Gevaert             |
| 1966  | Ludo Vandromme         | Luc Delefortrie        | Roland Van De Rijse      |
| 1967  | Erik Verstraete        | Jean-Marie Sohier      | André Delaere            |
| 1968  | Emiel Lambrecht        | Lionel Vandamme        | Willy Hoogewijs          |
| 1969  | Remi Van Vreckom (nl)  | Roger Kindt            | John Hemeryck            |
| 1970  | Noël Vantyghem         | Frans Melckenbeeck     | Jean-Marie Leblanc       |
| 1971  | Willy Van Neste        | Rudy De Groote         | Ronny Van Marcke         |
| 1972  | Noël Vantyghem         | Raf Hooyberghs (nl)    | Marc Demeyer             |
| 1973  | Eddy Cael              | Rudy De Groote         | Daniel Van Ryckeghem     |
| 1974  | Graeme Gilmore         | Hervé Vermeeren        | Etienne Van Braeckel     |
| 1975  | Dirk Baert             | Willy Van Malderghem   | Hervé Vermeeren          |
| 1976  | Franco Bitossi         | Marc Meernhout         | Eddy Cael                |
| 1977  | Marc Meernhout         | Hervé Vermeeren        | Eddy Vanhaerens          |
| 1978  | Patrick Lefevere       | Danny Clark            | Jos Gysemans             |
| 1979  | Eddy Vanhaerens        | Eddy Cael              | Ronny Van Marcke         |
| 1980  | Richard Bukacki        | Alan van Heerden       | Gerhard Schönbacher (en) |
| 1981  | Noël Dejonckheere      | Etienne De Beule       | Ronny Van Marcke         |
| 1982  | Alain Desaever (nl)    | Dirk Demol             | Gary Wiggins             |
| 1983  | Eddy Vanhaerens        | Yvan Lamote            | Patrick Cocquyt          |
| 1984  | Eddy Vanhaerens        | Dirk Baert             | Patrick Devos            |
| 1985  | Yvan Lamote            | Michel Vermote         | Eddy Vanhaerens          |
| 1986  | Marc Van Geel          | Jesper Skibby          | Eddy Vanhaerens          |
| 1987  | Werner Devos           | Yvan Lamote            | Filip Van Vooren         |
| 1988  | Jean-Marc Vandenberghe | Yvan Lamote            | Filip Van Vooren         |
| 1989  | Adrie van der Poel     | Bruno Bruyere (nl)     | Patrick Deneut           |
| 1990  | Marnix Lameire         | Geert Decorte          | Johnny Dauwe             |
| 1991  | Koen Vekemans          | Benny Van Brabant      | Paul Haghedooren         |
| 1992  | Johan Devos            | Edwin Bafcop           | Frédéric Moncassin       |
| 1993  | Wim Omloop             | Kurt Verleden          | Peter Spaenhoven (nl)    |
| 1994  | Johan Verstrepen       | Patrick Van Roosbroeck | Ken Hashikawa            |
| 1995  | Wim Omloop             | Søren Petersen         | Ludo Dierckxsens         |
| 1996  | Peter Spaenhoven (nl)  | Chris Peers            | Rudy Verdonck            |
| 1997  | Hans De Clercq         | Eric De Clercq         | Peter Spaenhoven (nl)    |
| 1998  | Marc Streel            | Gert Vanderaerden      | Ludo Dierckxsens         |
| 1999  | Wim Omloop             | Marc Streel            | Mikael Kyneb (nl)        |
| 2000  | Wim Omloop             | Danny Daelman          | Wim Feys                 |
| 2001  | Tom Desmet             | Rik Reinerink          | Mindaugas Goncaras       |
| 2002  | Jeff Louder            | Mindaugas Goncaras     | Kevin De Weert           |
| 2003  | Yuriy Metlushenko      | Gert Steegmans         | David McKenzie           |
| 2004  | Mario De Clercq        | Mindaugas Goncaras     | Tom Stremersch           |
| 2005  | Bart De Spiegelaere    | Steven Thys            | Hamish Haynes            |
| 2006  | Andy Cappelle          | Vytautas Kaupas        | Kevin Neirynck           |
| 2007  | Greg Van Avermaet      | Gianni Meersman        | Niko Eeckhout            |
| 2008  | Sven Vanthourenhout    | Jean Zen               | Frank Dressler-Lehnhof   |
| 2009  | Andy Cappelle          | Niko Eeckhout          | Maxim Debusschere (nl)   |
| 2010  | Geert Omloop           | Moreno Hofland         | Rob Goris                |
| 2011  | Preben Van Hecke       | Sep Vanmarcke          | Mark McNally             |
| 2012  | Michael Van Staeyen    | Fréderique Robert      | Dries Depoorter          |
| 2013  | Baptiste Planckaert    | Marco Minnaard         | Steven Caethoven         |
| 2014  | Edward Theuns          | Michael Van Staeyen    | Rudy Barbier             |
| 2015  | Mike Teunissen         | Sander Helven          | Aidis Kruopis            |
| 2016  | Jasper Bovenhuis       | Tijmen Eising          | Félix Pouilly            |
| 2017  | Dieter Bouvry          | Nicolas Vereecken      | Jonas Rickaert           |
| 2018  | Jelle Wallays          | Jordi Warlop           | Ylber Sefa               |
| 2019  | Michael Van Staeyen    | Maxime Vantomme        | Gianni Marchand          |
| 2020  | Pas organisé           |                        |                          |
| 2021  | Jonas Rickaert         | Luke Mudgway           | Aaron Verwilst           |
| 2022  | Arne Marit             | Luke Mudgway           | Thomas Joseph            |
| 2023  | Gerben Thijssen        | Norman Vahtra          | Timothy Dupont           |
| 2024  | Alex Colman            | Norman Vahtra          | Thomas Joseph            |
| 2025  | Dries De Bondt         | Maxime Jarnet          | Kiaan Watts              |